# Kunratice u Cvikova
Kunratice u Cvikova település Csehországban, Česká Lípa-i járásban. Kunratice u Cvikova Velký Valtinov, Jablonné v Podještědí, Mařenice és Cvikov településekkel határos. Lakosainak száma 635 fő (2024. január 1.).

## Népesség
A település lakosságának változását az alábbi diagram mutatja:
| Lakosok száma | 2164 | 1943 | 1640 | 693  | 619  | 592  | 612  | 608  | 598  | 635  |
|               | 1869 | 1900 | 1921 | 1961 | 1980 | 2011 | 2016 | 2019 | 2021 | 2024 |